# Массовые убийства в Старопромысловском районе Грозного
Массовые убийства в Старопромысловском районе Грозного происходили в период с декабря 1999 года по январь 2000 года, когда произошли по меньшей мере 38 подтвержденных убийств гражданских лиц солдатами федеральных сил России в столице Чеченской Республики. Убийства остались безнаказанными и публично не были признаны российскими властями. В 2007 году Европейский суд по правам человека вынес решение против России по одному делу о тройном убийстве.

## Убийства
Убийства происходили с конца декабря 1999 года по середину января 2000-го, во время ожесточенных боев за город. Большинство из 38 жертв были женщинами и пожилыми мужчинами, и все они, по-видимому, были преднамеренно расстреляны российскими солдатами с близкого расстояния. Более дюжины других гражданских лиц также могли быть убиты в этом районе. Кроме того, шесть мужчин из Старопромысловского района, которых в последний раз видели задержанными Россией, в тот же период «исчезли» и остаются пропавшими без вести.

## Последствия
Российские военные и гражданские власти не проводили серьезного расследования убийств в Старопромысловском районе Грозного, а также других подобных инцидентов в Чечне.
29 ноября 2007 года ЕСПЧ вынес решение по делу Тангиевой против России в пользу родственницы жертв одного из массовых убийств, которое произошло в Старопромысловском районе рано утром 11 января 2000 года. Жертвы, родители заявителя, были застрелены вместе с другой женщиной в их доме, после чего дом был подожжен. Суд определил, что ответственность за убийства лежит на России. Суд также обвинил Россию в неспособности обеспечить эффективное расследование преступления.